# Troglodytes rufociliatus
Troglodytes rufociliatus е вид птица от семейство Troglodytidae.

## Разпространение
Видът е разпространен в Гватемала, Мексико, Никарагуа, Салвадор и Хондурас.